# Йоахім Штрайх
Йоахім Штрайх (нім. Joachim Streich; 13 квітня 1951, Вісмар — 16 квітня 2022) — німецький футболіст, нападник.
Гравець клубів «Ауфбау Вісмар» (1957—1963), «Вісмар» (1963—1967), «Ганза» (1967—1975), «Магдебург» (1975—1985) і національної збірної НДР (1969—1984).
Є рекордсменом збірної НДР як за кількістю зіграних матчів — 102 (з урахуванням 4 ігор на Олімпійських іграх 1972 року, визнаних пізніше ФІФА неофіційними), так і за забитими м'ячами — 55 (з урахуванням 2 «олімпійських»).

## Ігрова кар'єра
Він грав як нападник за молодіжні команди: «Ауфбау Вісмар» (1957—1963), потім за «Вісмар» (1963—1967), а у дорослому футболі за «Ганзу» (1967—1975) і «Магдебург» (1975—1985).
Між 1969 і 1984 роками він зіграв 102 матчі за збірну Східної Німеччини, забив 55 голів. Довгий час він вважався членом FIFA Century Club, але коли організація змінила правила, що ігри на Олімпійських турнірах не включаються в загальний залік, чотири з його матчів були видалені з його офіційною запису FIFA, і він був виключений зі списку.

## Досягнення
- Володар Кубка ОСНП (3): 1978, 1979, 1983
- Бронзовий олімпійський призер: 1972
- Футболіст року НДР (2): 1979, 1983
- Номінант на «Золотий м'яч»: 1976
- Найкращий бомбардир чемпіонату НДР (4): 1977, 1979, 1981, 1983
- Найкращий бомбардир в історії чемпіонату НДР: 229 голів
- Найкращий бомбардир в історії «Магдебурга»: 215 голів
- Найкращий бомбардир «Магдебурга» в Кубку НДР: 27 голів
- Найкращий бомбардир в історії збірної НДР: 53 голи
- Рекордсмен збірної НДР за кількістю голів на чемпіонатах світу: 2 голи
- Рекордсмен чемпіонату НДР за кількістю голів в одному матчі: 6 голів

## Статистика виступів
| Клуб       | Сезон   | Ліга | Ліга | Кубок НДР | Кубок НДР | Єврокубки | Єврокубки | Всього | Всього |
| Клуб       | Сезон   | Ігри | Голи | Ігри      | Голи      | Ігри      | Голи      | Ігри   | Голи   |
| ---------- | ------- | ---- | ---- | --------- | --------- | --------- | --------- | ------ | ------ |
| Ганза      | 1969/70 | 26   | 7    | 4         | 3         | 4         | 0         | 34     | 10     |
| Ганза      | 1970/71 | 26   | 6    | 4         | 1         | 0         | 0         | 30     | 7      |
| Ганза      | 1971/72 | 23   | 12   | 2         | 1         | 0         | 0         | 25     | 13     |
| Ганза      | 1972/73 | 24   | 13   | 3         | 2         | 0         | 0         | 27     | 15     |
| Ганза      | 1973/74 | 23   | 14   | 2         | 1         | 0         | 0         | 25     | 15     |
| Ганза      | 1974/75 | 19   | 6    | 3         | 3         | 0         | 0         | 22     | 9      |
| Ганза      | Итого   | 141  | 58   | 18        | 11        | 4         | 0         | 163    | 69     |
| → Ганза II | 1968/69 | 1    | 2    | 0         | 0         | -         | -         | 1      | 2      |
| → Ганза II | 1970/71 | 2    | 0    | 0         | 0         | -         | -         | 2      | 0      |
| → Ганза II | 1974/75 | 2    | 2    | 0         | 0         | -         | -         | 2      | 2      |
| → Ганза II | Итого   | 5    | 4    | 0         | 0         | 0         | 0         | 5      | 4      |
| Магдебург  | 1975/76 | 20   | 13   | ?         | ?         | 2         | 1         | 22+    | 14+    |
| Магдебург  | 1976/77 | 23   | 17   | ?         | ?         | 8         | 4         | 31+    | 21+    |
| Магдебург  | 1977/78 | 24   | 13   | 1+        | ?         | 8         | 2         | 33+    | 15+    |
| Магдебург  | 1978/79 | 25   | 23   | 1+        | ?         | 6         | 4         | 32+    | 27+    |
| Магдебург  | 1979/80 | 25   | 19   | ?         | ?         | 4         | 3         | 29+    | 22+    |
| Магдебург  | 1980/81 | 24   | 20   | ?         | ?         | 4         | 1         | 28+    | 21+    |
| Магдебург  | 1981/82 | 22   | 16   | ?         | ?         | 2         | 1         | 24+    | 17+    |
| Магдебург  | 1982/83 | 25   | 19   | 1+        | 2+        | 0         | 0         | 26+    | 21+    |
| Магдебург  | 1983/84 | 25   | 13   | ?         | ?         | 4         | 1         | 29+    | 14+    |
| Магдебург  | 1984/85 | 24   | 18   | ?         | ?         | 0         | 0         | ?      | ?      |
| Магдебург  | Загалом | 237  | 171  | 38        | 27        | 38        | 17        | 313    | 215    |
| Всього     | Всього  | 383  | 233  | 56        | 38        | 42        | 17        | 481    | 288    |